# Porozumienie bez przemocy (utwór)
Porozumienie bez przemocy – dzieło autorstwa amerykańskiego psychologa Marshalla Rosenberga, opisujące autorską metodę porozumiewania się, poprzez skupianie się na potrzebach i uczuciach rozmówców, tzw. Porozumienie Bez Przemocy. 
Rosenberg argumentuje, że sposób w jaki posługujemy się językiem w wielu kulturach sprzyja eskalacji przemocy. Tradycyjne, wyuczone formy komunikacji zachęcają do skupiania się na osądzaniu rozmówców. Rosenberg dowodzi, że za każdym komunikatem kryją się różnorodne potrzeby ludzkie i związane z nimi emocje, jednakże tradycyjne formy wykorzystywania języka utrudniają dostrzeżenie tych potrzeb. 